# ZywOo
Матьє Ербо, більш відомий як ZywOo (9 листопада 2000, Ланс) — французький професійний гравець в Counter-Strike: Global Offensive та Counter-Strike: 2 який грає за Team Vitality. Він вважається одним із найкращих гравців в історії Global Offensive, будучи гравцем № 1 у світі за версією HLTV у 2019 та 2020 роках. Переможець BLAST.tv Paris Major 2023, а також отримав нагороду MVP цього турніру.

## Початок кар'єри
З раннього дитинства багато часу проводив за комп'ютерними іграми. Першим клубом для ZywOo стала команда dizLown. Там геймер грав з 2014 по 2015 рік. Разом з командою ZywOo брав участь у місцевих турнірах і мінорних чемпіонатах. Особливого успіху для гравця не було, але це точно призвело до деякого досвіду для ZywOo.Наступною командою для ZywOo стала Nevermind. Там геймер провів лише кілька місяців, після чого приєднався до E-Corp Bumpers. ZywOo продовжував виступати на малих чемпіонатах і вдосконалювати свій особистий рівень гри. Тоді геймер виділявся на тлі інших перспективних кіберспортсменів. З січня 2017 року перебував у складі E-Corp Bumpers, переміг на Pasino Gaming Days by LanEx. У березні приєднався до WySix Team, став фіналістом Gamers Assembly 2017, виграв LanEx #24, взяв срібло на Geek Days 2017, переміг на FACEIT Pro League — Europe: June 2017. У вересні п'ятірка заручилася спонсорською підтримкою.
Під тегом нової організації хлопці стали найкращими на Game Arena Valenciennes, взяли бронзу на Esports World Convention 2017 — Paris Games Week, посіли друге місце на ESL Championnat National — Winter 2017. У 2018-му п'ятірка здобула перемогу на ESL Champ.

## В команді Team Vitality
Приєднання до Team Vitality стало переломним моментом у кар'єрі ZywOo. В оточенні досвідчених товаришів по команді ZywOo нарешті отримав шанс розкрити свій потенціал. Ставши учасником Team Vitality у жовтні 2018 року, у листопаді ZywOo виграв DreamHack Open Atlanta 2018. Через п'ять місяців команда виграла 5 Charleroi Esports 2019, а через місяць — 4 cs_summit.У червні 2019 року команда виграла Esports Championship Series Season 7 — Finals. У липні Team Vitality зупинилася за крок від перемоги на ESL One: Cologne 2019, а в жовтні посіла друге місце на DreamHack Masters Malmo 2019.Сміливі перемоги повернулися в грудні 2019 року, коли команда виграла EPICENTER 2019. Це був останній переможний LAN-турнір для ZywOo та команди до початку пандемії. Коли геймери перейшли в мережу, Vitality не втратила форми. Команда посіла друге місце на BLAST Premier: Spring 2020 European Finals і друге місце на ESL One: Cologne 2020 Online — Europe. За свою порівняно коротку кар'єру ZywOo встиг отримати безліч персональних нагород. Він отримав титул MVP на таких чемпіонатах, як cs_summit 4, ESC Season 7 Finals, ESL One: Cologne 2019, DreamHack Masters Malmo 2019, EPICENTER 2019. У 2019 та 2020 році ZywOo став наймолодшим гравцем, якого назвали найкращим гравцем року за версією HLTV.
В 2021 році на BLAST Premier Fall Final 2021 програли в фіналі Natus Vincere з рахунком 2-1 . Перемогли на IEM Winter 2021 та дійшли до 3 місця на BLAST Premier World Final 2021.
За 2022 рік досягли 2 місця на BLAST Premier Spring Final 2022 та перемога на ESL Pro League Season 16 де MVP став ZywOo